# Blood and Belief
Blood and Belief es el tercer álbum de la banda de Heavy metal B L A Z E, lanzado en 2004. La sección rítmica fue compuesta por los músicos de sesión Wayne Banks (Sabbat) y Jason Bowld (Pitchshifter). Fue producido un video musical para la canción "Hollow Head".

## Lista de canciones
1. "Alive"
2. "Ten Seconds"
3. "Blood and Belief"
4. "Life and Death"
5. "Tearing Myself to Pieces"
6. "Hollow Head"
7. "Will to Win"
8. "Regret"
9. "The Path & The Way"
10. "Soundtrack of my Life"

## Personal
- Blaze Bayley – voz
- John Slater – guitarra
- Steve Wray – guitarra
- Wayne Banks – bajo
- Jason Bowld – batería